# بقیه ما (فیلم)
بقیه ما (به انگلیسی: The Rest of Us) یک فیلم درام کانادایی ساخته‌شده در سال ۲۰۱۹ به کارگردانی آیزلینگ چین است؛ در این فیلم هدر گراهام یک مادر مجرد است که با اکراه همسر دوم و شوهر سابق خود و دخترش را که پس از ورشکستگی و مرگ شوهر سابق او بی‌خانمان شده‌اند را به خانه خود می‌برد. در این فیلم جودی بالفور، سوفی نلیس و ابیگیل پنوفسکی نیز بازی می‌کند.
این فیلم جایزه برتر در جشنواره بین‌المللی فیلم تورنتو ۲۰۱۹ میلادی را توسط LevelFILM برای پخش در کانادا بدست آورد.

## تولید
این فیلم در سال ۲۰۱۸ میلادی در نورث بی، انتاریو فیلمبرداری شد.

## نظر سنجی
در وب سایت بررسی راتن تومیتوز، فیلم دارای رتبه تأیید ۱۰۰٪ بر اساس ۵ نظر و میانگین امتیاز ۷٫۳۷ از ۱۰ را دارد.